# Georgina Gabarro Morente
Georgina Gabarro Morente (Òdena, Anoia, 31 d'agost de 1995) és una corredora de muntanya, esquiadora i entrenadora catalana.
Membre de la Unió Excursionista Anoia i del Grup Excursionista d'Oliana, Georgina Gabarró, apassionada per la muntanya, llicenciada en Ciències de l'Esport, ha combinat la seva passió amb la seva feina d'entrenadora personal i en un gimnàs. Des de ben petita, combinà la pràctica del trail amb altres disciplines, com la BTT i les raquetes de neu. L'any 2015 va participar per primera vegada en una cursa internacional, la Skyrace d'Arinsal. A partir d’aquell moment va començar a augmentar progressivament de distància fins que el 2017 es va estrenar en la distància de 57km a la Rialp Matxicots on ha participat 3 anys consecutius. L'any 2021 passà a formar part dels esportistes de muntanya d’elit catalans. Aconseguí els títols de Campiona de la Copa Catalana de Curses per Muntanya, Campiona de Catalunya de Curses Verticals, Subcampiona de Catalunya de Curses per Muntanya, subcampiona d’Espanya de Curses per Muntanya per equips amb la Selecció Catalana i debut a la Copa del Món de Curses per Muntanya amb la samarreta de la Selecció Catalana. Durant l’època de la universitat alternà la BTT i Curses per Muntanya. L'any 2022 es va convertir campiona estatal de Raquetes de Neu. Com a Entrenadora, amb 'GGM Solucions Esportives', des de fa uns anys també es dedica a entrenar a altres atletes de muntanya i a ajudar-los a millorar.